# Opération Bongo II
L'opération Bongo est une campagne de test menée en coopération par la Federal Aviation Administration et l'US Air Force courant 1964. L'opération était menée en marge du projet américain de développement d'un avion de transport supersonique. Elle consistait à faire voler des avions supersoniques au-dessus de la ville d'Oklahoma City afin de mesurer à quel niveau le bang supersonique provoquait des protestations de la population.

## Contexte
En 1963, les États-Unis lancent officiellement le projet de développer un avion de transport supersonique, en réaction au programme Concorde franco-britannique annoncé en 1962. Plusieurs avionneurs américains travaillaient déjà sur le sujet. Des propositions sont soumises par North American Aviation, Lockheed et Boeing, dont le projet, le Boeing 2707, est finalement sélectionné. Un appel d'offres parallèle concerne les moteurs. Cependant, la question du bang supersonique se pose : si le Concorde est destiné aux vols intercontinentaux, et donc à voler à vitesse supersonique au-dessus des océans, le projet américain doit aussi relier la côte est à la côte ouest des États-Unis. Sur son passage, le bang supersonique sera entendu par des millions de personnes, ce qui pose la question de l'acceptabilité du projet par le public.

## L'expérimentation

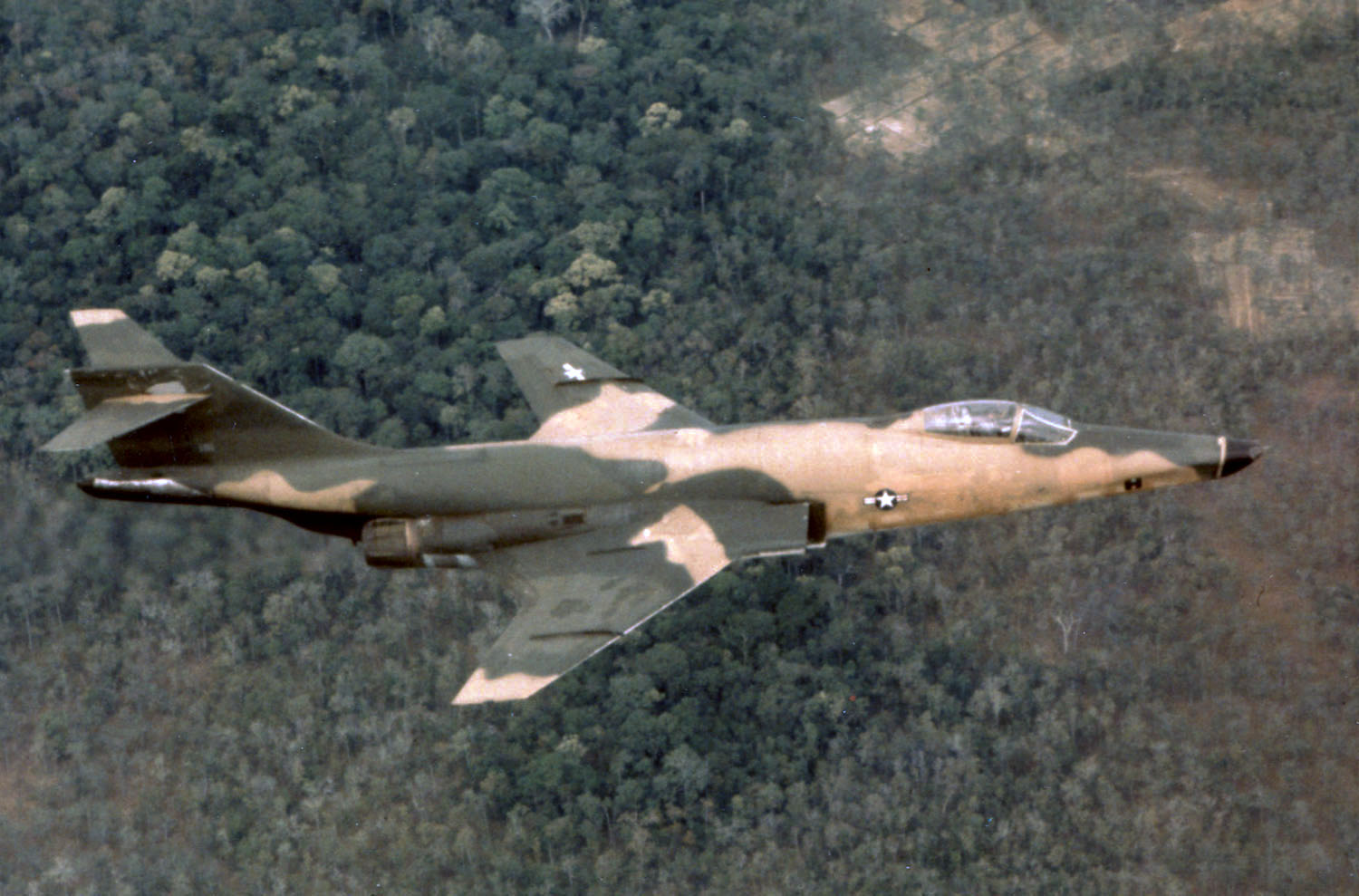
Chasseur F-101.

Pour tester le niveau d'acceptation des bangs supersoniques, la FAA demande l'aide de l'US Air Force, qui dispose d'une flotte d'avions supersoniques. La ville d'Oklahoma City est sélectionnée. La raison principale de ce choix est que l'US Air Force et la FAA y sont deux importants employeurs, ce qui augurait d'un meilleur a priori de la part de la population.
Plusieurs types d'avions sont utilisés : McDonnell F-101 Voodoo, Lockheed F-104 Starfighter, Convair B-58 Hustler, Convair F-106 Delta Dart. Des capteurs sont installés dans des locaux loués par la FAA pour mesurer l'amplitude des ondes de choc. Huit survols du centre-ville sont effectués chaque jour (ce qui est considéré comme une estimation raisonnable du trafic sur une future ligne aérienne supersonique) pendant presque six mois, du 3 février au 29 juillet.

## Résultats
Un quart des habitants interrogés se disent incapables de vivre avec huit bangs supersoniques par jour. On enregistre 9 594 plaintes pour dégâts matériels, et l'expérience est arrêtée plus tôt que prévu. Néanmoins, le sentiment qui veut que les bangs supersoniques doivent être acceptés comme prix du progrès reste dominant.